# Rupture aortique
 Mise en garde médicale
La rupture aortique est une rupture de la paroi de l'aorte, la plus grande artère du corps.

## Symptômes
Les symptômes peuvent inclure des douleurs abdominales soudaines et sévères, des douleurs thoraciques ou des maux de dos,. D'autres symptômes sont des étourdissements, un essoufflement ou des difficultés à avaler,.

## Causes
La rupture aortique est relativement courante : elle cause jusqu'à 20 % des décès dus aux collisions de véhicules automobiles .
Les causes incluent un traumatisme (contondant ou pénétrant) ou une complication d'un anévrisme de l'aorte (abdominal ou thoracique). Le diagnostic repose sur l'imagerie médicale, généralement par tomodensitométrie (CT scan).
Elle se distingue de la dissection aortique, qui est une déchirure traversant uniquement la paroi interne de l'aorte.

## Traitement
Pour avoir une chance de survie, une intervention chirurgicale immédiate est nécessaire. La plupart (85 %) décèdent immédiatement, tandis que parmi ceux qui survivent à l’hôpital, environ 30 % décèdent plus tard, malgré le traitement,.
La prévention comprend la réparation des anévrismes avant la rupture.

## Historique
Les premières descriptions remontent à 1557 par Andreas Vésale.